# 毛泰運
毛泰運（1586年7月1日—1642年9月26日），和名豐見城親方盛良，琉球國第二尚氏王朝政治家、三司官。
毛泰運是毛氏豐見城殿內的第六世當主，他是毛繼祖（豐見城親方盛續）的長子。天啟元年（1621年），被授予御物奉行職，敘紫冠。翌年授豐見城間切總地頭職。天啟三年（1623年），他以年頭使的身份，前往薩摩藩慶祝新年。天啟六年（1626年），島津家久久在江戶，為了恭候他，毛泰運奉命出使薩摩藩。天啟七年丁卯（1627年）二月，他被任命為三司官。
崇禎十一年（1638年），為慶祝島津光久繼承薩摩藩藩主之位，他與尚慶（北谷王子朝秀）出使薩摩藩。翌年尚慶先回國，毛泰運因為公務滯留薩摩藩。崇禎十五年（1642年）公務處置完畢後坐船回國，途中在德之島附近洋面遭遇風暴，船破身亡。他的遺體未被找到，故而無墓。